# تغذية الجراء

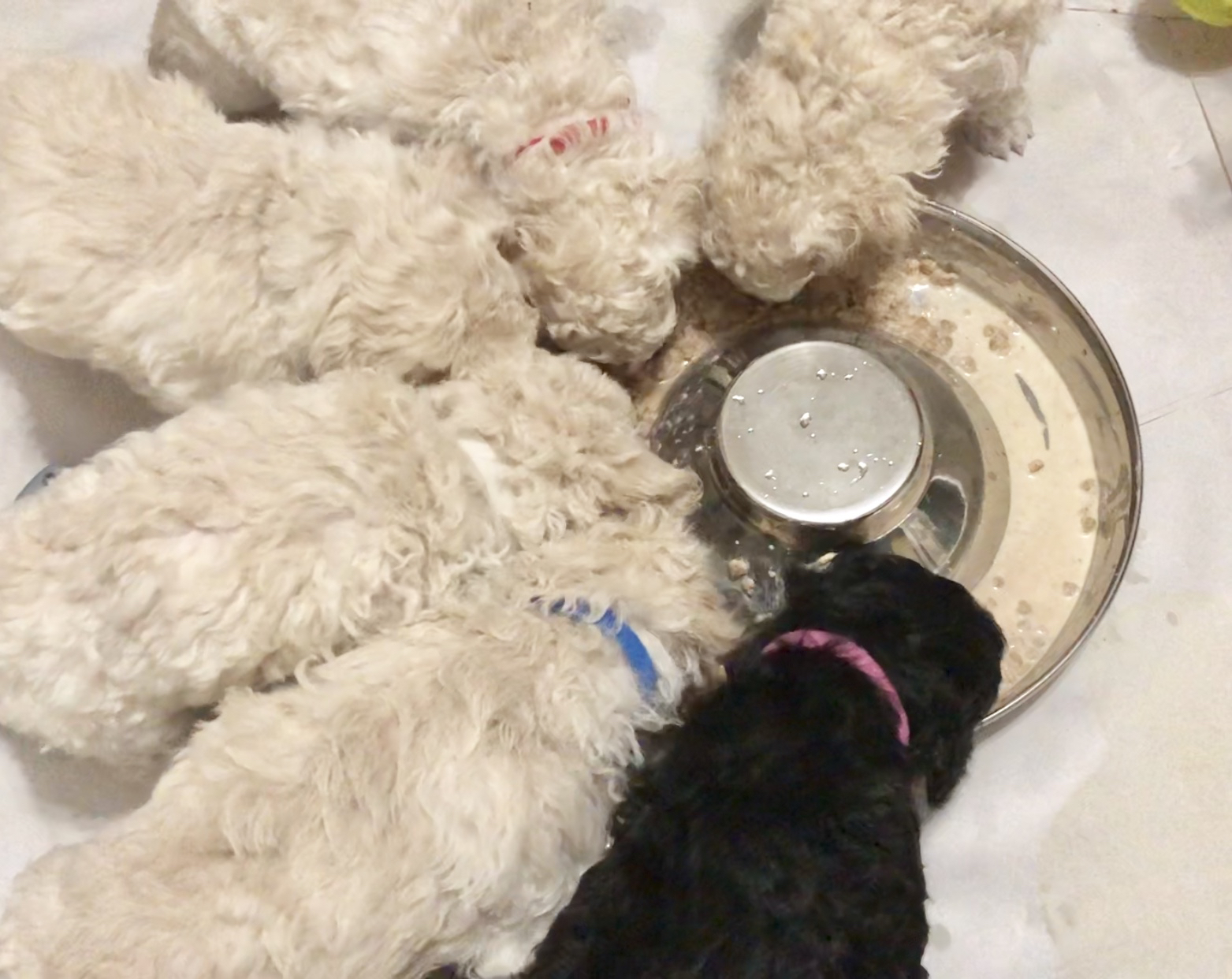

تغذية الجراء تتطلب كمية محددة من العناصر الغذائية لضمان النمو والتطور المناسبين وتلبية متطلبات الطاقة اللازم توافرها خلال مرحلة نمو الكلاب ، على الرغم من حقيقة أن الكلاب لها متطلبات غذائية مختلفة مقارنة مع نظيراتها من البالغين، من بين 652 من المربين الذين شملهم التقرير في الولايات المتحدة وكندا في عام 2012، فإن 8.7٪ يستفيدون عن حمية غذائية تجريبية غير مخصصة لمرحلة نمو الكلاب.
تمتلك سلالات الكلاب الكبيرة والصغيرة متطلبات غذائية معينة أثناء النمو، مثل نسبة الكالسيوم إلى الفسفور المعدلة، وعلى هذا النحو يجب أن تتلقى وصفة نمو محددة للسلالة. وتضمن أنظمة التغذية التي خصصها أخصائي التغذية تبعاً لاختلاف السلالات والمراحل العمرية للمتطلبات الغذائية اللازمة التي تضمن للكلاب في مرحلة افضل نمو ممكن و العصبي المناسب.
تمتلك سلالات الكلاب الكبيرة والصغيرة متطلبات غذائية معينة أثناء النمو، مثل نسبة الكالسيوم إلى الفسفور المعدلة، وعلى هذا النحو يجب أن تتلقى وصفة نمو محددة للسلالة. وتضمن أنظمة التغذية التي خصصها أخصائي التغذية تبعاً لاختلاف السلالات والمراحل العمرية للمتطلبات الغذائية اللازمة التي تضمن للكلاب في مرحلة افضل نمو ممكن و العصبي المناسب.
وهذا يشمل المواد الغذائية مثل البروتين والألياف والأحماض الدهنية الأساسية والكالسيوم وفيتامين E  لذلك من المهم إطعام الجراء بنظام غذائي يلبي الحد الأدنى أو الحد الأقصى من المتطلبات التي وضعها المجلس القومي للبحوث.
وتستند المتطلبات الغذائية التي يحددها المجلس القومي للبحوث على الأدلة العلمية، وتستخدم لعمل أساس الكفاية الغذائية للقطط والكلاب. 
ومع ذلك تستند هذه المتطلبات إلى افتراض أن توافر العناصر الغذائية وهضمها غير متغيرين، على الرغم من أن هذه ليست الحالة في الواقع، كما أوصت المؤسسة الأمريكية الرسمية لمراقبة التغذية (AFFCO) أيضاً بمستويات التغذية، لكن قيمهم تخدم في المقام الأول التوجيه التنظيمي، تبني المؤسسة الأمريكية الرسمية لمراقبة التغذية توصياتها بشأن تجارب التغذية ولا تدعمها الأدلة العلمية بالضرورة؛ ومع ذلك يعتبر بيان كفاءتهم الغذائية على أكياس أغذية الحيوانات الأليفة جزءًا مهمًا من الملصق لأن توصياتهم تعبر عن التغييرات الحادثة في المكونات. وتشمل الوكالات الأخرى المشاركة في اللوائح الغذائية للحيوانات الأليفة إدارة الأغذية والدواء FDA في الولايات المتحدة التي تنظم مباشرة مبيعات أغذية الحيوانات الأليفة، FEDIAF في أوروبا و PFIAA في أستراليا الذين يوصون بالمتطلبات التنظيمية لصناعة أغذية الحيوانات الأليفة، بالإضافة إلى آخرين. وعند اختيار طعام الجرو من المهم التأكد من أن المنتجات تفي بمعايير الوكالات التنظيمية في بلدك.

## ملخص
تم تصميم أنظمة غذاء الكلاب خصيصًا لتلبية متطلبات الطاقة والمتطلبات الغذائية للنمو الصحي. التغذية السليمة أمر حتمي لدعم تطوير العظام والمفاصل والعضلات والجهاز المناعي، وتشمل إضافة العناصر الغذائية مثل البروتين والأحماض الدهنية الأساسية والكالسيوم والألياف وفيتامين E وغيرها. ويسمح ضمان استهلاك الطاقة الأمثل للنظام الغذائي بتلبية احتياجات الطاقة العالية للكلاب مع تجنب التغذية الزائدة عن المطلوب، والنمو المتسارع، وزيادة الوزن غير الصحي. كما تساعد الدهون الغذائية على تلبية هذه المتطلبات العالية للطاقة وتوفير الأحماض الدهنية الأساسية اللازمة لتنمية الدماغ والشبكية ووظيفتها. نظرًا لأن الكلاب المتنامية تتطلب كميات أكبر من البروتين مقارنة بنظيراتها من البالغين، فمن المهم تضمين كميات مناسبة لدعم النمو الصحي. تساعد المستويات الصحيحة لكل من الألياف المخمّرة وغير المتخلّفة على دعم صحة المناعة. أثناء النمو تكون الكلاب الشابة أكثر عرضة للإصابة بالعدوى ولكن إضافة المستويات المناسبة من فيتامين E إلى النظام الغذائي يقلل من الضرر ويؤدي إلى تعزيز المناعة. الكالسيوم والفوسفور بكميات ونسب مناسبة يساعدان في نمو العظام والغضاريف والنضج. من الضروري أن تكون على دراية بمستويات المعادن الأخرى كذلك لأن الجرعة المفرطة لليود يمكن أن تؤدي إلى قصور الغدة الدرقية، وتأخر في نضوج وتطور العظام. ولذلك فمن المهم توفير نظام غذائي يلبي الحد الأدنى من العناصر الغذائية أو الحد الأقصى من المتطلبات التي وضعها المجلس القومي للبحوث من أجل ضمان النمو الأمثل وتطوير الجراء من جميع السلالات.